# 2245 Hekatostos
2245 Hekatostos è un asteroide della fascia principale del diametro medio di circa 29,28 km. Scoperto nel 1968, presenta un'orbita caratterizzata da un semiasse maggiore pari a 2,6355668 UA e da un'eccentricità di 0,1340362, inclinata di 11,86789° rispetto all'eclittica.